# Messier 37

Messier 37 (M37 ili NGC 2099) je najsjajniji i zvijezdama najbogatiji od tri Messierova otvorena skupa u Kočijašu. Skup je otkrio Giovanni Battista Hodierna oko 1654. godine a Charles Messier ga je uvrstio u svoj katalog 1764. godine.

## Svojstva
M37 nalazi se na udaljenosti između 3600 i 4700 svjetlosnih godina. Prividni promjer skupa je 24' a stvarni oko 25 svjetlosnih godina. Skup se sastoji od 150 zvijezda sjajnijih od magnitude + 12,5. Znatan broj tih zvijezda nalazi se u naprednijem evolucijskom stadiju što znači da je skup star, oko 300 milijuna godina prema procjenama.

## Amaterska promatranja
Skup M37 moguće je vidjeti veoma lako dalekozorom zajedno sa susjednim M36. Kroz teleskop ovaj skup izgleda kao veća inačica skupa M11. Kroz 200 milimetarski teleskop moguće je vidjeti oko 100 do 150 zvijezda u dobrim uvjetima.